# Artigo X

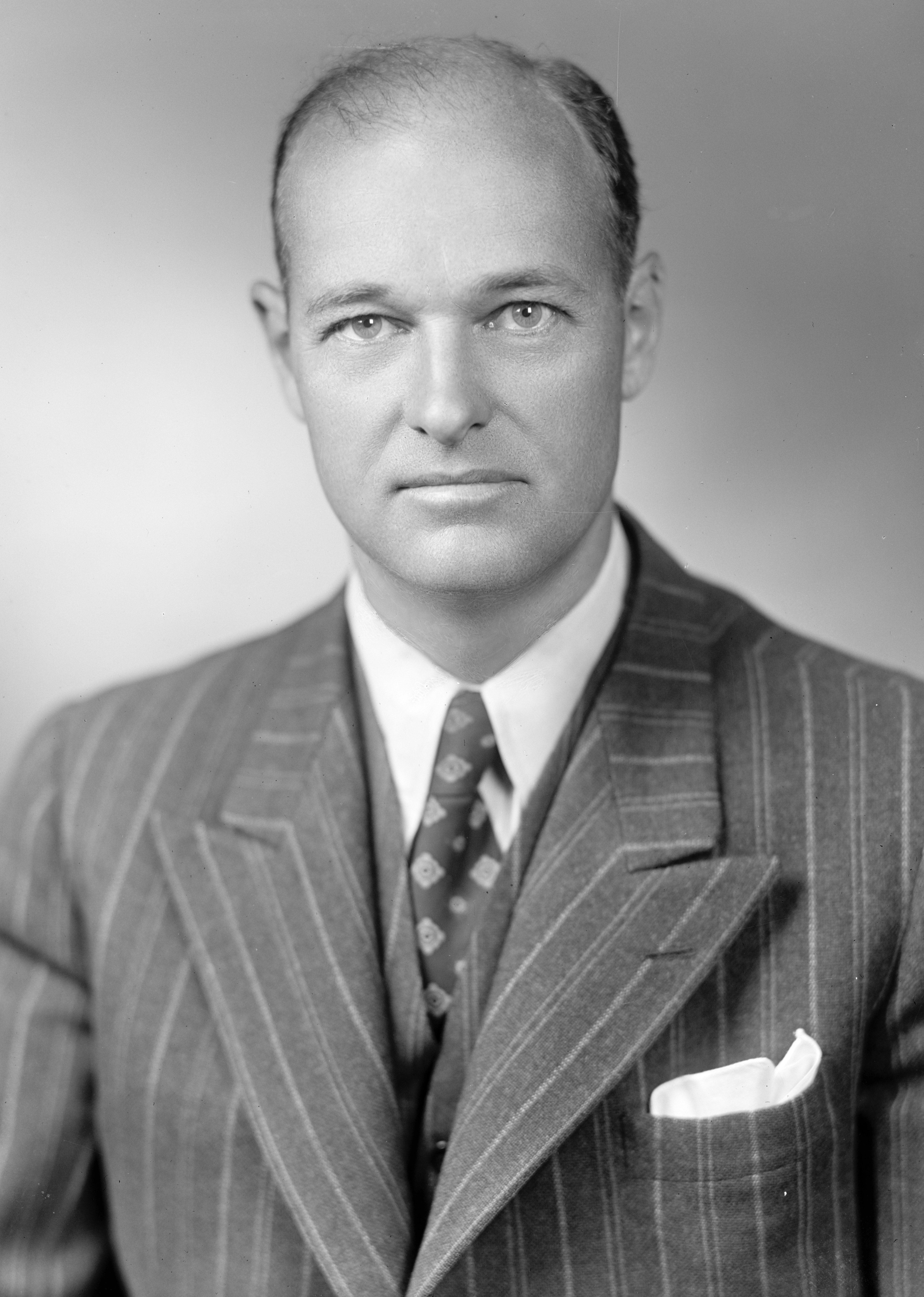
George F. Kennan em 1947, o mesmo ano em que Foreign Affairs publicou seu artigo "As Fontes da Conduta Soviética" sob o pseudônimo de "X".

O "Artigo X" é um artigo formalmente intitulado "As fontes da conduta soviética", escrito por George F. Kennan e publicado sob o pseudônimo de "X" na edição de julho de 1947 da revista Foreign Affairs. O artigo introduziu o termo "contenção" e defendeu seu uso estratégico contra a União Soviética. O texto expandiu as ideias expressas por Kennan em um telegrama confidencial de fevereiro de 1946, formalmente identificado pelo número do Departamento de Estado de Kennan, "511", mas informalmente apelidado de "telegrama longo" por seu tamanho.
Kennan compôs o longo telegrama para responder a perguntas sobre as implicações de um discurso de Joseph Stalin em fevereiro de 1946. Embora o discurso estivesse de acordo com as declarações anteriores de Stalin, ele provocou medo na imprensa e no público norte-americano; A revista Time o chamou de "o pronunciamento mais guerreiro proferido por qualquer estadista de alto escalão desde o Dia V-J". O longo telegrama explicava as motivações soviéticas ao recontar a história dos governantes russos, bem como a ideologia mais recente do marxismo-leninismo. Argumentou que os líderes soviéticos usaram a ideologia para caracterizar o mundo externo como hostil, permitindo-lhes justificar sua permanência no poder, apesar da falta de apoio popular. Os burocratas de Washington leram rapidamente a mensagem confidencial e a aceitaram como a melhor explicação do comportamento soviético. A recepção elevou a reputação de Kennan dentro do Departamento de Estado como um dos principais especialistas soviéticos do governo.

Depois de ouvir Kennan falar sobre as relações exteriores soviéticas ao Council on Foreign Relations em janeiro de 1947, o banqueiro internacional R. Gordon Wasson sugeriu que ele expressasse suas opiniões em um artigo para Foreign Affairs. Kennan revisou um artigo que havia submetido ao secretário da Marinha James Forrestal no final de janeiro de 1947, mas seu papel no governo o impedia de publicar em seu nome. Seus superiores lhe concederam aprovação para publicar a peça, desde que fosse divulgada anonimamente; Foreign Affairs atribuíram o artigo apenas a "X". Expressando sentimentos semelhantes aos do longo telegrama, a peça era forte em seu anticomunismo, introduzindo e delineando uma teoria básica de contenção. O artigo foi amplamente lido; embora não mencione a Doutrina Truman, tendo sido escrita principalmente antes do discurso de Truman, ela rapidamente se tornou vista como uma expressão da política da doutrina. Comentaristas retrospectivos contestam o impacto do artigo; Henry Kissinger referiu-se a ela como "a doutrina diplomática da época", enquanto alguns historiadores escrevem que seu impacto na formação da política governamental foi exagerado.

### Livros
- Gaddis, John Lewis (1997). We Now Know: Rethinking Cold War History. Oxford: Oxford University Press. ISBN 0-19-878071-0
- Gaddis, John Lewis (2005b). The Cold War: A New History. New York: Penguin Press. ISBN 978-0-14-303827-6
- Gaddis, John Lewis (2011). George F. Kennan: An American Life. New York: Penguin Books. ISBN 978-0-14-312215-9
- Halle, Louis (1967). The Cold War as History. New York: [s.n.]
- Jensen, Kenneth M., ed. (1993). Origins of the Cold War: The Novikov, Kennan, and Roberts "Long Telegrams" of 1946. Washington: United States Institute of Peace Press. ISBN 1-878379-27-5
- Kennan, George F. (1983) [1967]. Memoirs: 1925–1950. New York: Pantheon
- Kissinger, Henry A. (1979). White House Years. Boston: Little, Brown. ISBN 0-316-49661-8
- Lippmann, Walter (1947). The Cold War: A Study in U.S. Foreign Policy. New York: Harper & Row. ISBN 9780061317231
- Miscamble, Wilson D. (1993). George F. Kennan and the Making of American Foreign Policy, 1947–1950. Princeton: Princeton University Press. ISBN 978-0-691-02483-7
- Schmitz, David F. (1999). «Cold War (1945–91): Causes». In:  Chambers, John Whiteclay; Anderson, Fred; Eden, Lynn; Glatthaar, Joseph T.; Spector, Ronald H. The Oxford Companion to American Military History. New York: Oxford University Press. ISBN 0-19-507198-0

### Artigos de jornais e revistas
- Gati, Charles (1972). «What Containment Meant». Foreign Policy (7): 22–40. ISSN 0015-7228. JSTOR 1147751. doi:10.2307/1147751
- Kennan, George F. (1991). «Commentary». Diplomatic History. 15 (4): 539–543. ISSN 0145-2096. JSTOR 24912135. doi:10.1111/j.1467-7709.1991.tb00147.x
- Krock, Arthur (1947). «A Guide to Official Thinking About Russia». The New York Times. p. 22
- Mark, Eduard (1978). «The Question of Containment: A Reply to John Lewis Gaddis». Foreign Affairs. 56 (2): 430–441. ISSN 0015-7120. JSTOR 20039861. doi:10.2307/20039861
- Wright, C. Ben (1976). «Mr. "X" and Containment». Slavic Review. 35 (1): 1–31. ISSN 0037-6779. JSTOR 2494817. doi:10.2307/2494817